# Артапов, Александр Осипович
Александр Осипович Артапов (1800 или 1803—1870) — российский военный деятель, генерал-майор (1857), участник подавления польского восстания 1830—1831 годов.

## Биография
Сын статского советника Осипа Севастьяновича Артапова родился около 1800 года; точная дата рождения не установлена: по данным послужного списка Артапов родился в 1800 году, на надгробном памятнике сказано, что он скончался в 1870 году в возрасте 67 лет, то есть родился в 1803 году.
20 сентября 1817 года Артапов поступил в Институт Корпуса инженеров путей сообщения, и 5 мая 1819 года был выпущен прапорщиком; 19 октября 1821 года он был произведён в подпоручики с определением в Корпус инженеров путей сообщения и назначен к работам по сооружению мостов и труб на Московском шоссе под Санкт-Петербургом; 13 февраля 1823 года уволен за болезнью от службы; по Высочайшему приказу от 26 ноября того же года Артапов вновь был определён на службу — в Оренбургский уланский полк, из которого 16 июля 1825 года переведён в Лейб-гвардии Уланский полк корнетом. В этом полку Артапов последовательно получил чины поручика (29 января 1827 года) и штабс-ротмистра (28 января 1830 года).
Во время подавления восстания в Польше в 1830 году он отличился 5 мая в сражении при деревнях Захи и Якац; затем он был в прикрытии отступления гвардейского корпуса против армии Скржинецкого; 14 мая в сражении при Остроленке Артапов находился в нескольких атаках под жестоким картечным и ружейным огнём, за что Всемилостивейше был награждён орденом Св. Владимира 4-й степени с бантом; затем сражался 9 и 10 июля при Пуньске и Рационжах, с 15 по 24 июля был отправлен в отдельную экспедицию для преследования отряда Гелгуда, 25 и 26 августа находился в штурме Варшавы.
Был произведён в ротмистры 28 января 1835 года, а 30 марта 1841 года назначен чиновником для особых поручений к Казанскому военному губернатору генерал-адъютанту Стрекалову с зачислением по кавалерии и производством в полковники (15.04.1842); 4 декабря 1843 года за беспорочную выслугу 25 лет в офицерских чинах был награждён орденом Св. Георгия 4-й степени.
Произведённый 17 апреля 1857 года в генерал-майоры Артапов в июле 1861 года вышел в отставку. В 1869 году, 27 августа женился на вдове Евдокии Семёновне Фёдоровой.
Скончался 13 (25) мая 1870 года в Санкт-Петербурге, похоронен на Смоленском православном кладбище.